# Аржанвјер
Аржанвјер (фр. Argenvières) насеље је и општина у централној Француској у региону Центар (регион), у департману Шер која припада префектури Бурж.
По подацима из 2011. године у општини је живело 485 становника, а густина насељености је износила 32,95 становника/km². Општина се простире на површини од 14,72 km². Налази се на средњој надморској висини од 170 метара (максималној 192 m, а минималној 156 m).

## Демографија
| 1962. | 1968. | 1975. | 1982. | 1990. | 1999. | 2011. |
| ----- | ----- | ----- | ----- | ----- | ----- | ----- |
| 357   | 403   | 401   | 402   | 395   | 435   | 485   |

График промене броја становника у току последњих година